# Mariano Llanera
Mariano Nuñez Llanera (né le 9 novembre 1855 et mort le 19 septembre 1942 à Cabiao) était un révolutionnaire et général philippin qui combattit durant la révolution philippine puis la guerre américano-philippine. 